# Карабаш (Ялуторовський район)
Караба́ш (рос. Карабаш) — село (колишній присілок) у складі Ялуторовського району Тюменської області, Росія.
Населення — 544 особи (2010, 563 у 2002).
Національний склад станом на 2002 рік:
- росіяни — 83 %